# Irma Capece Minutolo
Irma Capece-Minutolo (ur. 6 sierpnia 1935 w Neapolu, zm. 7 czerwca 2023 w Rzymie) – włoska śpiewaczka i aktorka, kochanka i domniemana żona króla Egiptu Faruka I.
Urodziła się w 1935 lub 1941 roku, dokładna data nie jest znana; pochodziła z Neapolu. Z Farukiem po raz pierwszy zetknęła się na wyspie Capri w latach 50. XX wieku, gdy startowała w konkursie Miss Capri. Według jej własnej relacji miała poślubić byłego króla w roku 1957, ale faktu tego nie potwierdzają żadne inne źródła. Po śmierci Faruka rozwijała karierę śpiewaczki operowej, występowała m.in. w La Scali i zdobyła Nagrodę Marii Callas. W latach 80. i 90. grała w filmach i prowadziła w Rzymie szkołę śpiewu. Używa nazwiska Irma Capece-Minutolo Faruk. Po roku 2000 poinfomowała o planach wydania autobiografii.